# Bambou tacheté

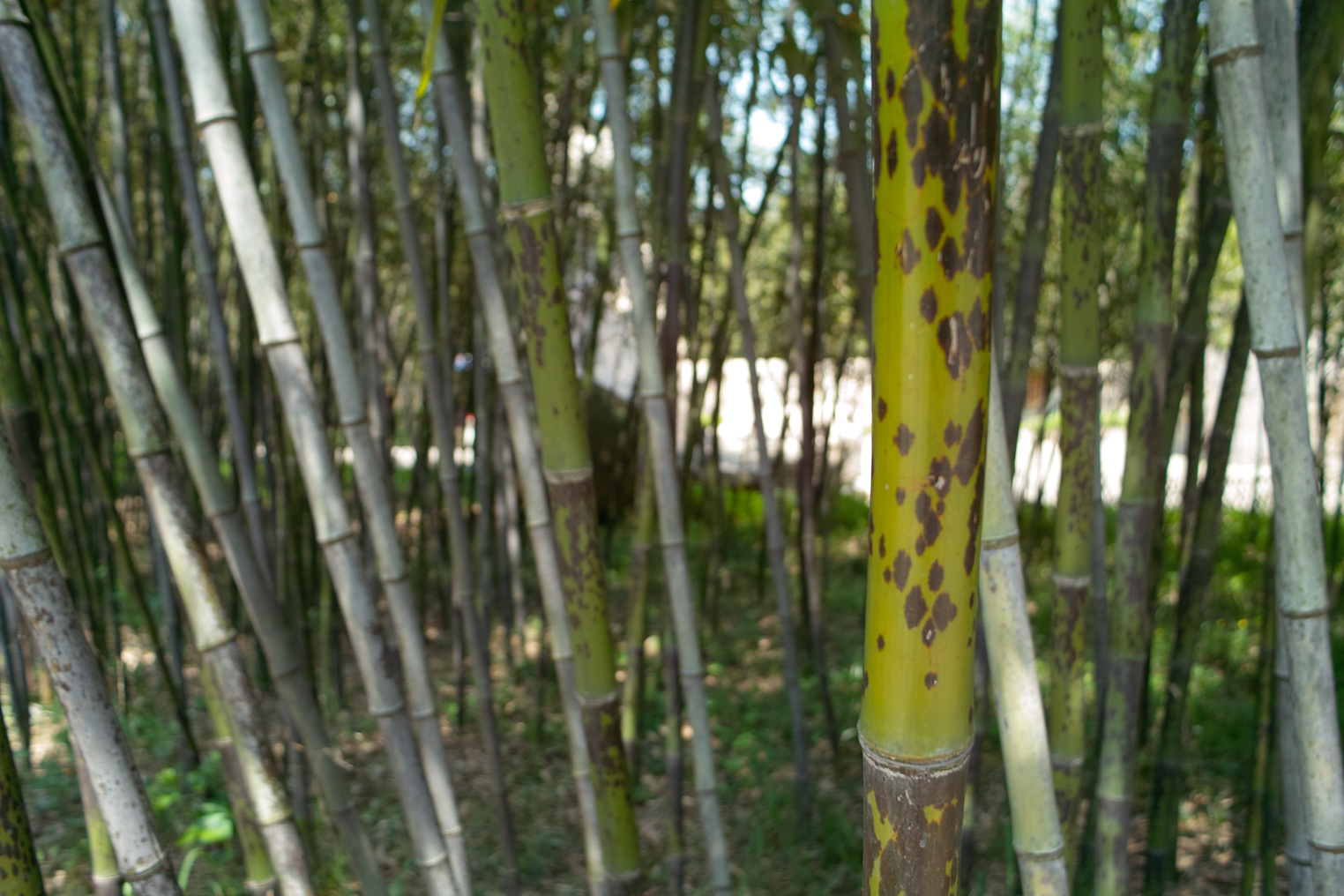
Exemple de chaumes de bambou tacheté (Phyllostachys bambusoides f. lacrima-deae Keng & Wen).

Les bambous tachetés, ou « bambous mouchetés », sont des types de bambous dont les tiges (chaumes) présentent des taches sombres. Ils sont parfois considérées comme appartenant au genre Phyllostachys ou à des formes de l'espèce Phyllostachys bambusoides, également connu sous le nom de « larmes de bambou » (teardrop bamboo) ou de « bambous marbrés ». La forme « Phyllostachys bambusoides f. lacrima-deae en particulier est largement rencontrée.

## Distribution
Phyllostachys bambusoides f. lacrima-deae, est originaire de Chine, province de Hunan, Henan, Jianxi et Zhejiang, et spécialement de la région des monts Jiuyi (district de Jianghua, Hunan).

## Utilisation
Les tiges des bambous tachetés sont estimées et économiquement rentables pour fabriquer les poignées de pinceaux chinois, utilisées dans la calligraphie et la peinture.
Des exemples de brosses du VIIIe siècle de notre ère (correspondant à la dynastie Tang, en Chine) sont conservés au Japon dans le Shōsō-in. En fait, la valeur de prestige de ce type de bambous était si élevée à l'époque que parmi les trésors du Shōsō-in sont conservés des objets fabriqués à partir d'imitations de bambou tacheté.

## Origine légendaire
La légende raconte que lorsque l'empereur Shun mourut soudainement au cours d'un voyage à Cangwu, les larmes de ses deux concubines, (les déesses de la rivière Xiang, Ehuang (娥 皇) et Nüying (女 英)) sont tombées sur un bambou proche et l'ont taché pour toujours. Le bambou tacheté est connu pour être une plante décorative. Le nom chinois, 湘妃竹 (chinois) ou Xiāngfēi zhú (pinyin) provient d'une légende. Xiang (湘) fait référence à la rivière Xiang, où cette histoire se serait déroulée, fei (妃) signifie « concubine » et zhu (竹) signifie « bambou » , donc le « bambou des concubines près de la rivière Xiang ».
L'expression « bambou moucheté » est également utilisée pour décrire les modérateurs de forums en ligne en Chine continentale, parce que lorsque le terme signifiant « modérateur » (版主) est tapé sur un clavier en pinyin, le terme désignant le bambou tacheté (斑竹) apparaît comme la première option, car les deux termes sont très similaires. Par conséquent, « bambou moucheté » est progressivement devenu une autre manière de désigner un modérateur.